# カロビアン
| 累代        | 代     | 紀       | 世           | 期                     | 基底年代 Mya |
| ----------- | ------ | -------- | ------------ | ---------------------- | ------------ |
| 顕生代      | 新生代 | 新生代   | 新生代       |                        | 66           |
| 顕生代      | 中生代 | 白亜紀   | 後期白亜紀   | マーストリヒチアン     | 72.1         |
| 顕生代      | 中生代 | 白亜紀   | 後期白亜紀   | カンパニアン           | 83.6         |
| 顕生代      | 中生代 | 白亜紀   | 後期白亜紀   | サントニアン           | 86.3         |
| 顕生代      | 中生代 | 白亜紀   | 後期白亜紀   | コニアシアン           | 89.8         |
| 顕生代      | 中生代 | 白亜紀   | 後期白亜紀   | チューロニアン         | 93.9         |
| 顕生代      | 中生代 | 白亜紀   | 後期白亜紀   | セノマニアン           | 100.5        |
| 顕生代      | 中生代 | 白亜紀   | 前期白亜紀   | アルビアン             | 113          |
| 顕生代      | 中生代 | 白亜紀   | 前期白亜紀   | アプチアン             | 125          |
| 顕生代      | 中生代 | 白亜紀   | 前期白亜紀   | バレミアン             | 129.4        |
| 顕生代      | 中生代 | 白亜紀   | 前期白亜紀   | オーテリビアン         | 132.9        |
| 顕生代      | 中生代 | 白亜紀   | 前期白亜紀   | バランギニアン         | 139.8        |
| 顕生代      | 中生代 | 白亜紀   | 前期白亜紀   | ベリアシアン           | 145          |
| 顕生代      | 中生代 | ジュラ紀 | 後期ジュラ紀 | チトニアン             | 152.1        |
| 顕生代      | 中生代 | ジュラ紀 | 後期ジュラ紀 | キンメリッジアン       | 157.3        |
| 顕生代      | 中生代 | ジュラ紀 | 後期ジュラ紀 | オックスフォーディアン | 163.5        |
| 顕生代      | 中生代 | ジュラ紀 | 中期ジュラ紀 | カロビアン             | 166.1        |
| 顕生代      | 中生代 | ジュラ紀 | 中期ジュラ紀 | バトニアン             | 168.3        |
| 顕生代      | 中生代 | ジュラ紀 | 中期ジュラ紀 | バッジョシアン         | 170.3        |
| 顕生代      | 中生代 | ジュラ紀 | 中期ジュラ紀 | アーレニアン           | 174.1        |
| 顕生代      | 中生代 | ジュラ紀 | 前期ジュラ紀 | トアルシアン           | 182.7        |
| 顕生代      | 中生代 | ジュラ紀 | 前期ジュラ紀 | プリンスバッキアン     | 190.8        |
| 顕生代      | 中生代 | ジュラ紀 | 前期ジュラ紀 | シネムーリアン         | 199.3        |
| 顕生代      | 中生代 | ジュラ紀 | 前期ジュラ紀 | ヘッタンギアン         | 201.3        |
| 顕生代      | 中生代 | 三畳紀   | 後期三畳紀   | レーティアン           | 208.5        |
| 顕生代      | 中生代 | 三畳紀   | 後期三畳紀   | ノーリアン             | 227          |
| 顕生代      | 中生代 | 三畳紀   | 後期三畳紀   | カーニアン             | 237          |
| 顕生代      | 中生代 | 三畳紀   | 中期三畳紀   | ラディニアン           | 242          |
| 顕生代      | 中生代 | 三畳紀   | 中期三畳紀   | アニシアン             | 247.2        |
| 顕生代      | 中生代 | 三畳紀   | 前期三畳紀   | オレネキアン           | 251.2        |
| 顕生代      | 中生代 | 三畳紀   | 前期三畳紀   | インドゥアン           | 251.902      |
| 顕生代      | 古生代 | 古生代   | 古生代       |                        | 541          |
| 原生代      | 原生代 | 原生代   | 原生代       |                        | 2500         |
| 太古代      | 太古代 | 太古代   | 太古代       |                        | 4000         |
| 冥王代      | 冥王代 | 冥王代   | 冥王代       |                        | 4600         |
| 1. 2. 3. 4. |        |          |              |                        |              |

カロビアン（英語: Callovian）は、1億6610万年前（誤差120万年）から1億6350万年前（誤差100万年）にあたるジュラ紀の地質時代名の一つ。
模式地はイギリス南部のケラウェイズで、ラテン語ではカロビウム (Callovium) となる。
なお、「カローブ階」「カロビアン階」という名称があるが、これらは時代を示すものではない。「階」は地層に対して当てられる単位（層序名）であり、層序名「カローブ階」「カロビアン階」と時代名「カローブ期」「カロビアン期」は対を成す関係である。詳しくは「累代」を参照のこと。

## 古地理学

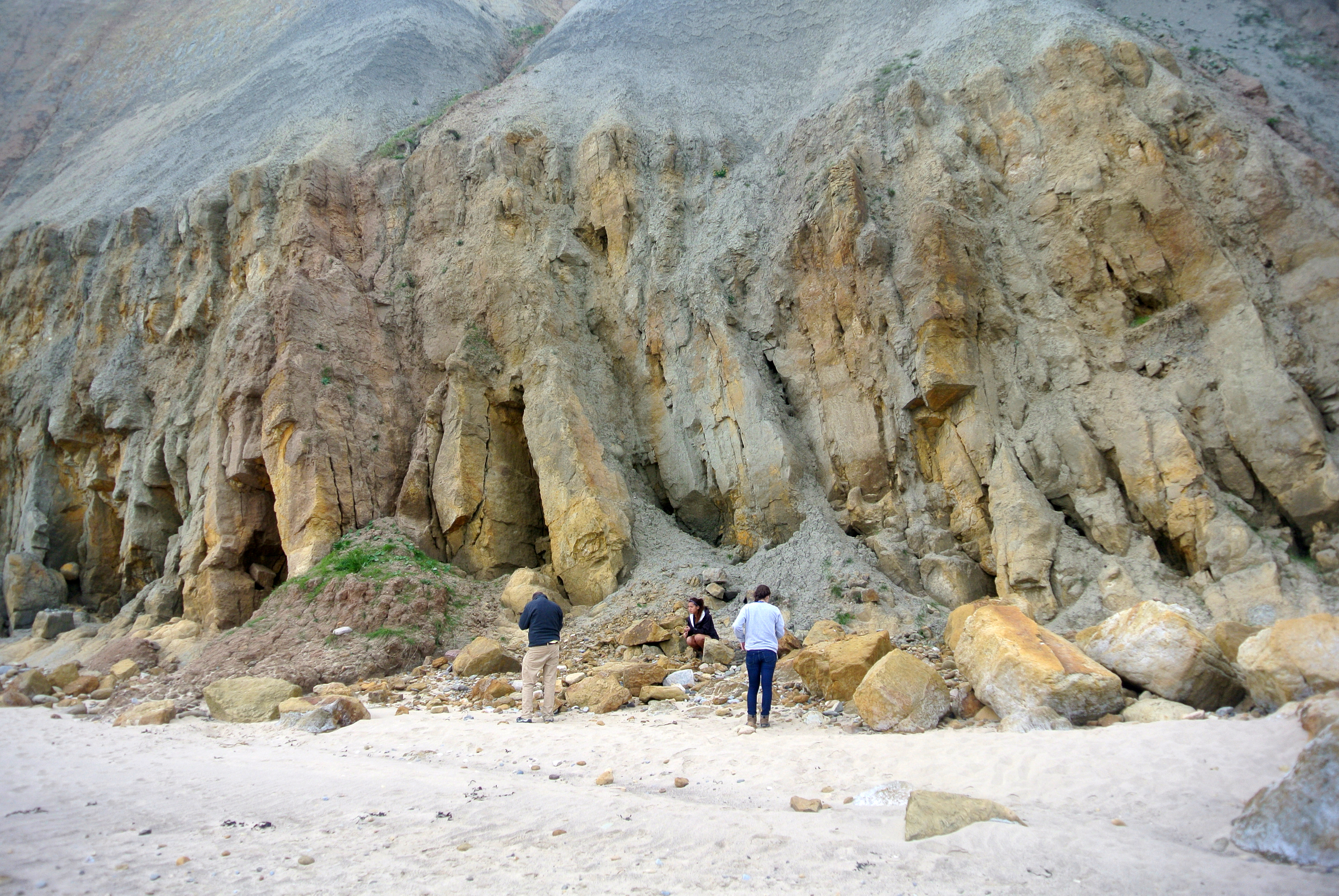
イングランドのノースヨークシャーのケイトン湾にて、Osgodby 累層のカロビアンの岩

カロビアン期のヨーロッパは十数の大型の島が浮かぶ多島海であり、それらの島々の間には広範囲に大陸棚が分布した。このため、ロシアとベラルーシからドイツとポーランド、そしてフランスやスペイン東部およびイングランドの大部分まで、浅海性のカロビアン期の堆積物が分布する。かつての島の海岸には頻繁に陸から運搬された堆積物が存在しており、例を挙げるとスコットランド西部で発見されている。
主にオーストリアとドイツに分布する北部石灰アルプスでは、カロビアンの間にテチス海は縮小し、北西フェルゲンツの衝上運動により遠洋側から大陸棚側へ堆積盆地が分化した。衝上運動で隆起した地域一帯から三畳系の石灰岩がジュラ系の堆積盆地へ再移動し、角礫岩からオリストストロームあるいはメランジュまで様々な規模で混在岩体の形成が起きた。

## 日本において
三重県の志摩半島に分布する築地層群の泥岩は下部 - 中部カロビアン階に相当する。同半島に分布する今浦層群の泥岩は中部バトニアン階から下部カロビアン階、上部カロビアン階 - 中部オックスフォーディアン階、下部チトニアン階の3つの層序に相当する。
福井県九頭竜地域に分布する貝皿層もバトニアン階 - カロビアン階に相当する。前の期であるバトニアンから後の期であるオックスフォーディアンにかけては海進期であった。